# Stettin (Wisconsin)
Stettin es un pueblo ubicado en el condado de Marathon en el estado estadounidense de Wisconsin. En el Censo de 2010 tenía una población de 2.554 habitantes y una densidad poblacional de 26,97 personas por km².

## Geografía
Stettin se encuentra ubicado en las coordenadas 44°58′56″N 89°46′40″O / 44.98222, -89.77778. Según la Oficina del Censo de los Estados Unidos, Stettin tiene una superficie total de 94.68 km², de la cual 94.19 km² corresponden a tierra firme y (0.52%) 0.49 km² es agua.

## Demografía
Según el censo de 2010, había 2.554 personas residiendo en Stettin. La densidad de población era de 26,97 hab./km². De los 2.554 habitantes, Stettin estaba compuesto por el 96.67% blancos, el 0.2% eran afroamericanos, el 0.23% eran amerindios, el 2.11% eran asiáticos, el 0% eran isleños del Pacífico, el 0.16% eran de otras razas y el 0.63% pertenecían a dos o más razas. Del total de la población el 0.59% eran hispanos o latinos de cualquier raza.